# Loving (Nouveau-Mexique)
Pour les articles homonymes, voir Loving.
Loving est un village de l'État américain du Nouveau-Mexique, situé dans le Comté d'Eddy. Selon le recensement de 2010, sa population est de 1 413 habitants.